# 14 septembre 2006
Le jeudi 14 septembre 2006 est le 257e jour de l'année 2006.

## Décès
- José Antonio Nieves Conde (né le 22 décembre 1915), scénariste et réalisateur espagnol
- Mickey Hargitay (né le 6 janvier 1926), culturiste et acteur américain d'origine hongroise
- Ogulsapar Myradowa (née en 1948), militante turkmène des droits de l'homme
- Johnny Sekka (né le 21 juillet 1934), acteur britannique
- Andreï Kozlov (né le 6 janvier 1965), vice-président de la banque centrale russe de 1997 à 1999 et de 2002 à 2006

## Autres événements
- Bolivie : Le gouvernement d'Evo Morales affronte une grève organisée par l'oligarchie de la région de Santa Cruz (qui contient la majeure partie des réserves de gaz naturel bolivien) en faveur de la sécession. Selon les déclarations de Walker, du ministère de la Défense, le comité Pro Santa Cruz, avec à sa tête Germn Antelo, bénéficierait du soutien financier des compagnies pétrolières étrangères Petrobras et Repsol YPF et ferait l’objet d’une enquête, rapporte Bolpress (L'Humanité).
- Suisse : Décès de Souris (née en 1990), vache de la race Vache d'Hérens qui fut 3 fois reine cantonale
- RSA Security est racheté par EMC Corporation
- Finlande Début du championnat de Finlande de hockey sur glace 2006-2007
- France : Début de la construction du Zénith de Saint-Étienne
- Fin du championnat d'Europe masculin de volley-ball des moins de 21 ans 2006
- Espagne : Effondrement d'une partie du toit de l'Aéroport de Minorque
- France : Sortie française du film Shutter
- Début de la diffusion de la série The Underground